# Anton Kreißl (Heimatforscher)
Anton Kreißl (* 11. Juli 1908 in Breitenbach, Österreich-Ungarn; † 25. Juni 1987 in Nördlingen) war ein sudetendeutscher Heimatforscher.

## Leben

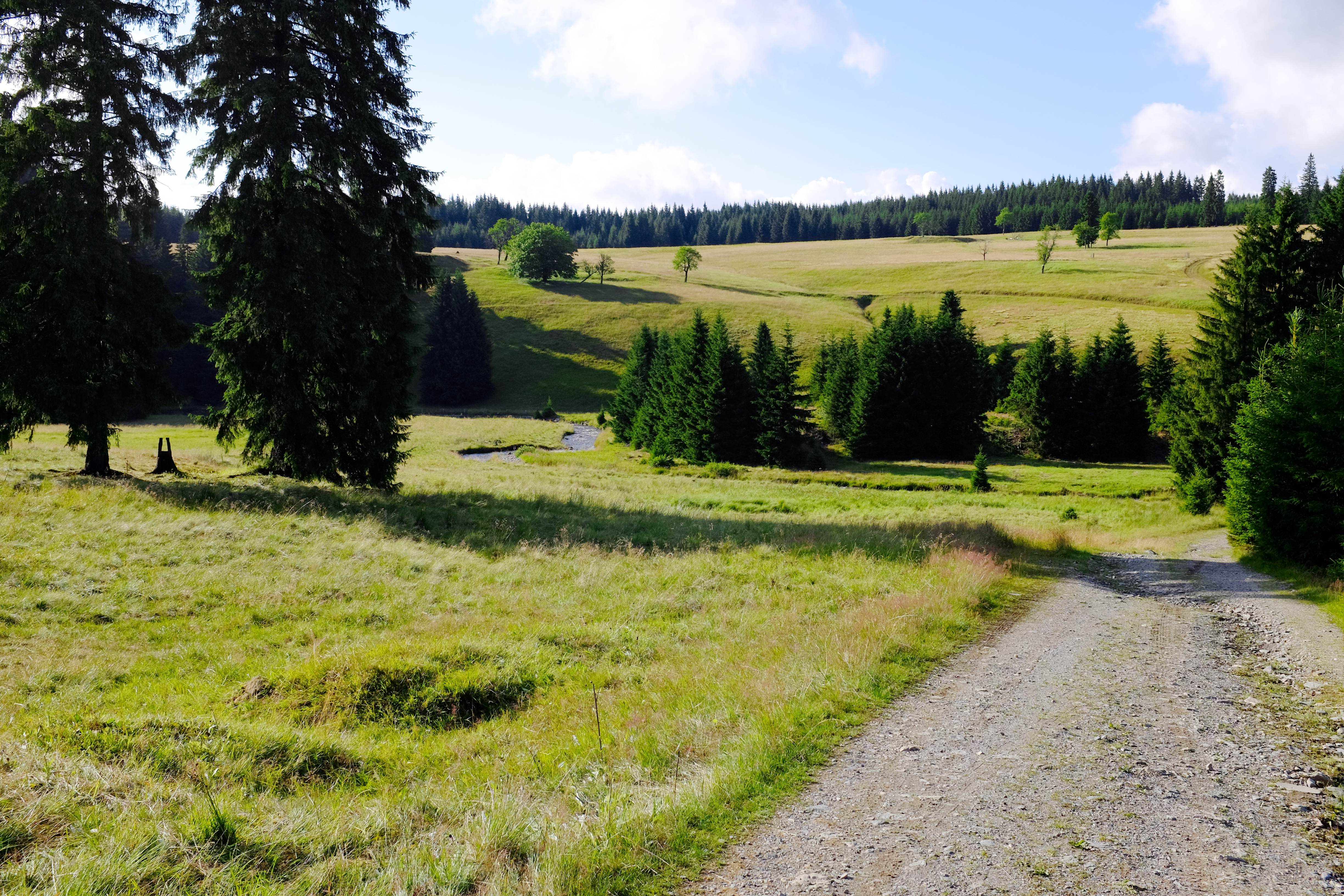
Blick zum einstigen Standort des Elternhauses von Anton Kreißl

Kreißl wurde im Breitenbacher Ortsteil Zwittermühl im böhmischen Teil des Erzgebirges als Sohn eines späteren Oberforstwartes geboren. Er besuchte die Volksschule in Zwittermühl und anschließend die Bürgerschule in der Bergstadt Platten. Danach trat er im Jahre 1924 eine kaufmännische Lehre in der Neudeker Wollkämmerei- und Kammgarnspinnerei AG (NWK, Teil der Norddeutsche Wollkämmerei & Kammgarnspinnerei) in Neudek an und arbeitete danach weitere 15 Jahre in diesem Industriebetrieb. In dieser Zeit zog er nach Eibenberg bei Neudek. Einige Zeit nach der Eingliederung der deutschbesiedelten Grenzregion der Tschechoslowakei in das Deutsche Reich im Jahre 1938 übernahm Anton Kreißl eine Funktion im neugebildeten Landratsamt Neudek und wurde 1944 von der Einberufung zum Wehrdienst freigestellt. Als sich das Ende des Krieges abzeichnete, verließ er im Winter 1945 Neudek und ging zunächst in den Freistaat Sachsen und ein Jahr später nach Esslingen, wo er zunächst bei der Merkel & Kienlein GmbH als Export-Sachbearbeiter und danach bis zum Erreichen des Rentenalters elf Jahre im öffentlichen Dienst beschäftigt war. 1982 zog er mit seiner zweiten Ehefrau nach Nördlingen um, wo er 1987 starb.

## Werk
Er wurde vor allem als Heimatforscher und -sammler des sudetendeutschen Landkreises Neudek bekannt. Das Interesse für Heimatgeschichte wurde bei ihm vom ein Jahr älteren Archivar Rudolf Schreiber in Neudek geweckt. Anton Kreißl verfasste rund 200 Artikel, die im Neudeker Heimatbrief erschienen und die er mit Fotografien und Zeichnungen illustrierte. Er hielt dadurch die Erinnerungen an die einstmals deutschbesiedelte Grenzregion des in der Tschechoslowakei gelegenen Teiles des Erzgebirges fest, so wurde beispielsweise sein Geburtsort Zwittermühl um 1950 völlig dem Erdboden gleichgemacht und eine moderne Wüstung. Ein Teil der originalen Schriftstücke, die er am Kriegsende aus dem Sudetenland mitnahm und in den Nachkriegsjahren von Heimatvertriebenen sammelte, bildete den Grundstock für seine Publikationstätigkeit. So gingen etwa 170 seiner Beiträge in das Buch Geraubte Heimat über den Landkreis Neudek ein. Außerdem verfasste er die Gemeindechronik von Breitenbach, die er im Jahre 1976 fertigstellte, und die Chronik über seine Familie, deren Wurzeln er bis zum Jahre 1515 zurückverfolgte.
Anlässlich seiner Beisetzung in Nördlingen wurde festgestellt: Es gibt wohl im ganzen Erzgebirge keinen zweiten Mitarbeiter wie Anton Kreißl, der so genaue Kenntnisse über die Heimat hatte und so vieles in mühevoller Kleinarbeit gesammelt hat.
Drei seiner heimatgeschichtlichen Sammelbände überließ Anton Kreißl im Jahre 1983 der Neudeker Heimatstube in Augsburg. Nach seinem Tod gingen alle anderen, nicht gedruckten Schriften von Anton Kreißl verloren.

## Schriften (Auswahl)
- Dort, wu de Grenz vo Sachsn is. In: Neudeker Heimatbrief Nr. 46, S. 2; Nr. 47, S. 2; Nr. 48, S. 3; Nr. 49, S. 6
- Der ehemalige Bergort Seifen. In: Neudeker Heimatbrief Nr. 87–100, S. 1ff.
- Zwittermühl im Schwarzwassertal. In: Neudeker Heimatbrief Nr. 107–111, S. 5ff.
- Das Obererzgebirge im Wandel der Zeit. In: Neudeker Heimatbrief, Nr. 183–189, S. 7 ff.
- Ort und Gemeinde Breitenbach. In: Neudeker Heimatbrief, Nr. 196, S. 10 und Nr. 197 S. 5
- Aus der Breitenbacher Schulgeschichte im 19. Jahrhundert. In: Neudeker Heimatbrief Nr. 198–202, S. 10ff.
- Aus einem erzgebirgischen Familienbuch. In: Neudeker Heimatbrief Nr. 262 S. 5
- Zur Familiengeschichte Kreißl. In: Neudeker Heimatbrief, Nr. 269 S. 9 und Nr. 272, S. 11
- Als es im Erzgebirge während der Nachkriegszeit um Uran ging. In: Neudeker Heimatbrief, Nr. 311, S. 6ff.

Viele der Artikel aus der Feder von Alois Kreißl wurden nachgedruckt von Ulrich Möckel in: Breitenbach – Zwischen Schwarzwasser- und Breitenbachtal, Schönheide 2008. Daneben erschien Seifen. Einst eine lebendige Gemeinde auf dem rauhen Kamm des Erzgebirges, Ortschronik, anläßlich des 200-jährigen Jubiläums der Weihe der Seifner Kirche zum hl. Wenzel am 28. September 2007 von Anton Kreißl und Anton Lenhart, bearbeitet von Ulrich Möckel.